# Paolo Salvati
Paolo Salvati (Roma, 22 de febrer de 1939 - Roma 24 de juny de 2014) va ser un pintor italià.
Pintor expressionista, va pintar temes de la imaginació, com Pietra blu 1973 i 1974, Sogno de primavera 1974 i estiu de 1975, pintures Albero blu 1980, Montagna gialla 1991, després va crear una sèrie anomenada Fronde rosse 1993, 1994 i 2000, Unica 2010, paisatges, mars, retrats, utilitza les tècniques de l'oli sobre tela, temperatura, pastel, acrílic, llenços i marcs preparats personalment, que s'utilitzen en les seves obres.

La seva primera obra va ser l'anomenada Sogna l'amore al 1972.

## Galeria

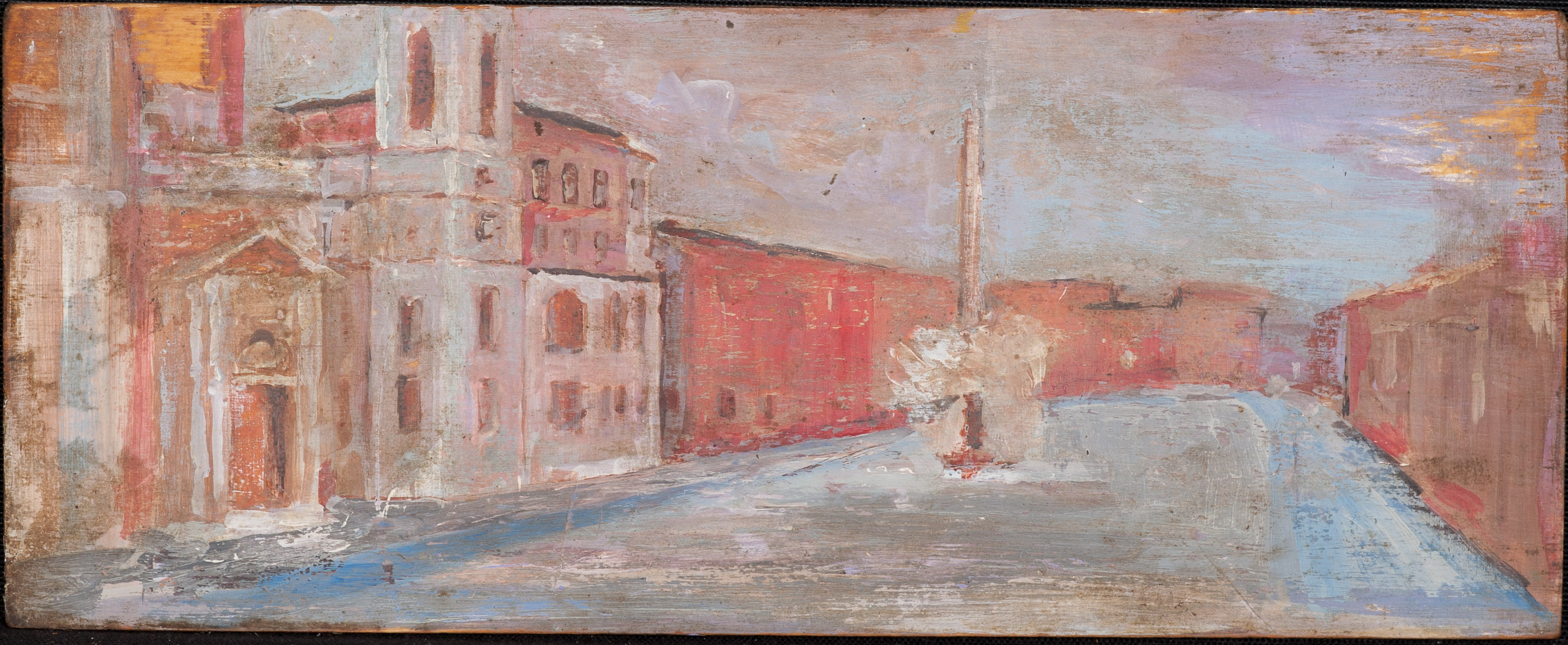
Paolo Salvati - Piazza Navona, 1962
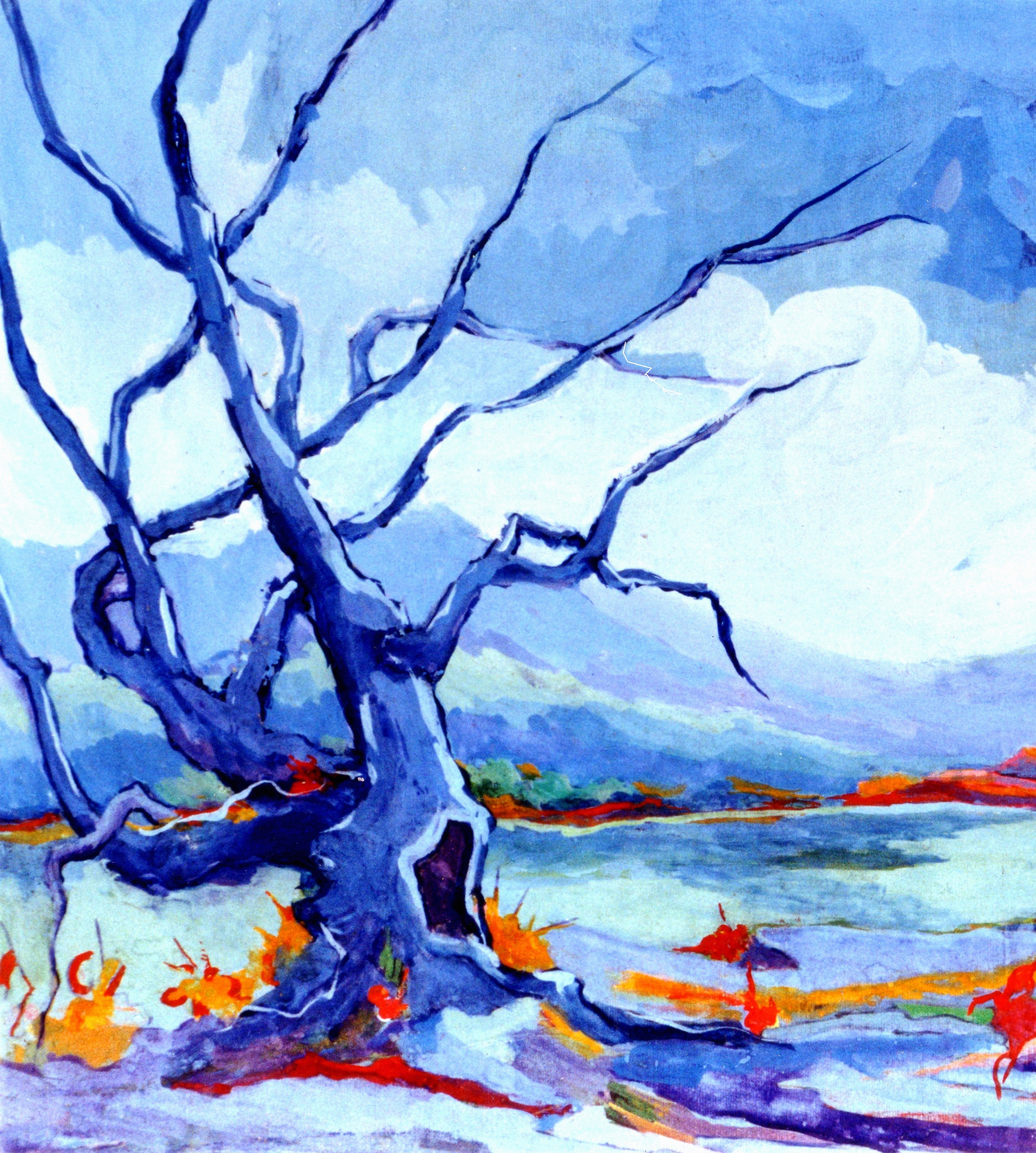
Paolo Salvati - Albero blu, 1980
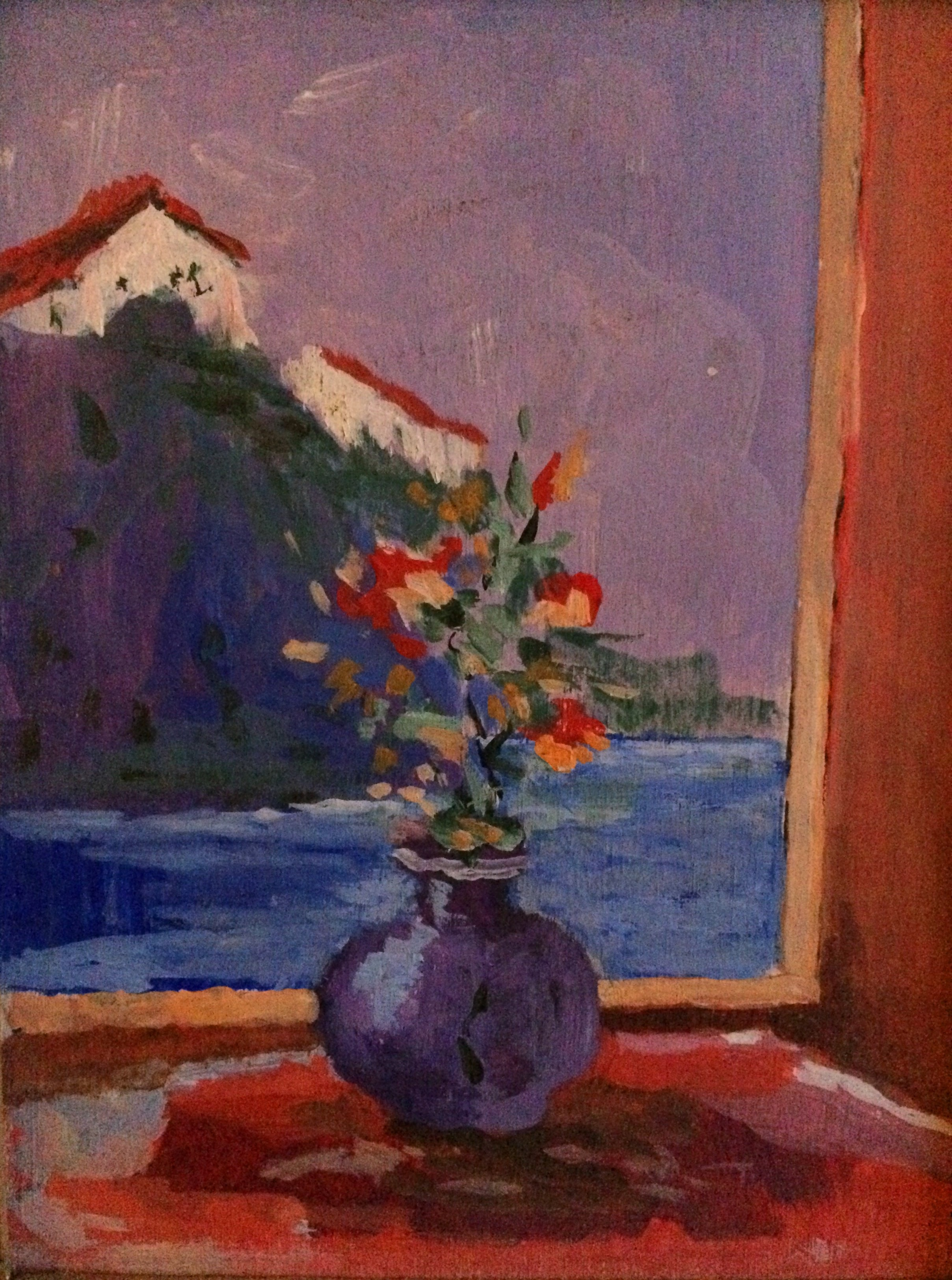
Paolo Salvati - Vaso di fiori, 1986
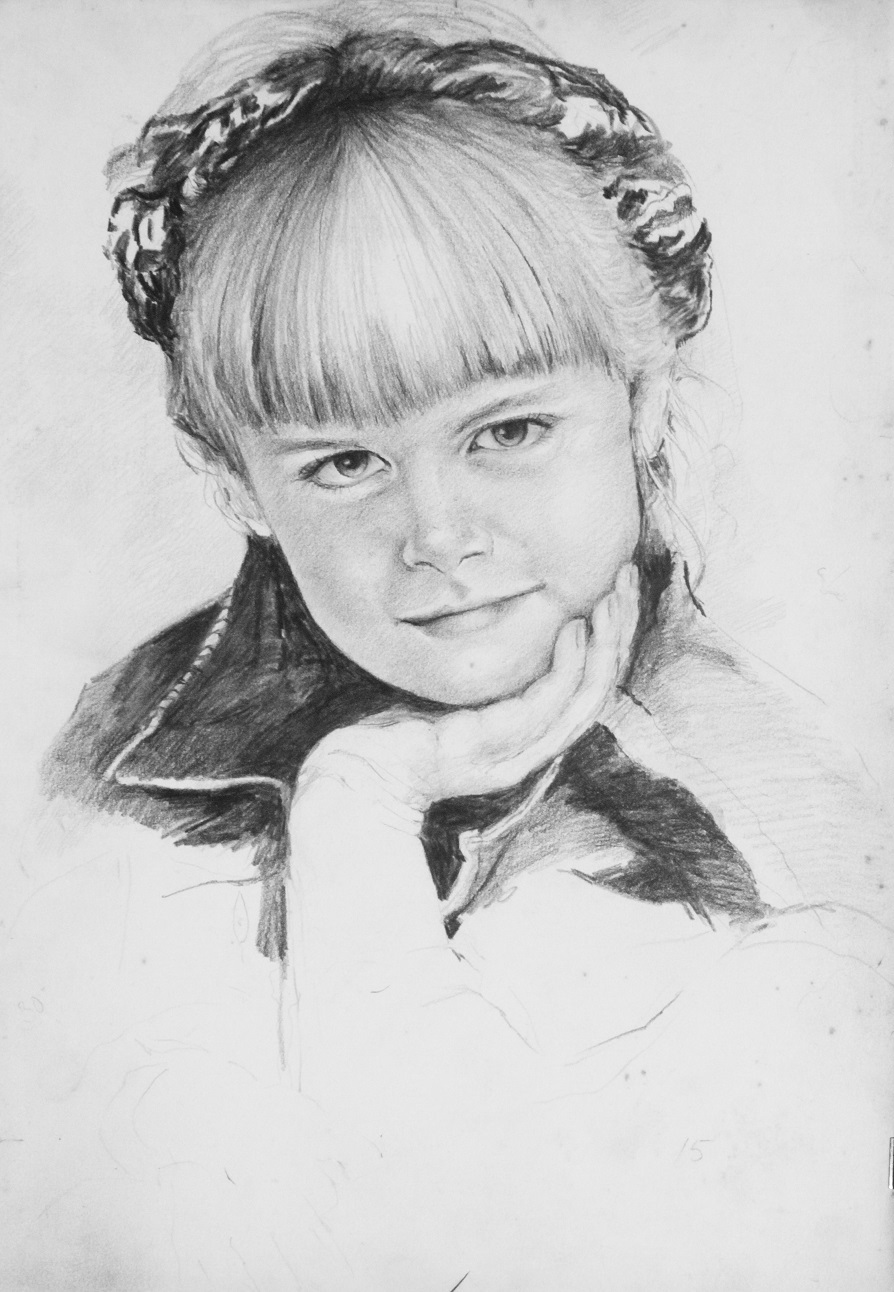
Paolo Salvati - Ritratto, 1990
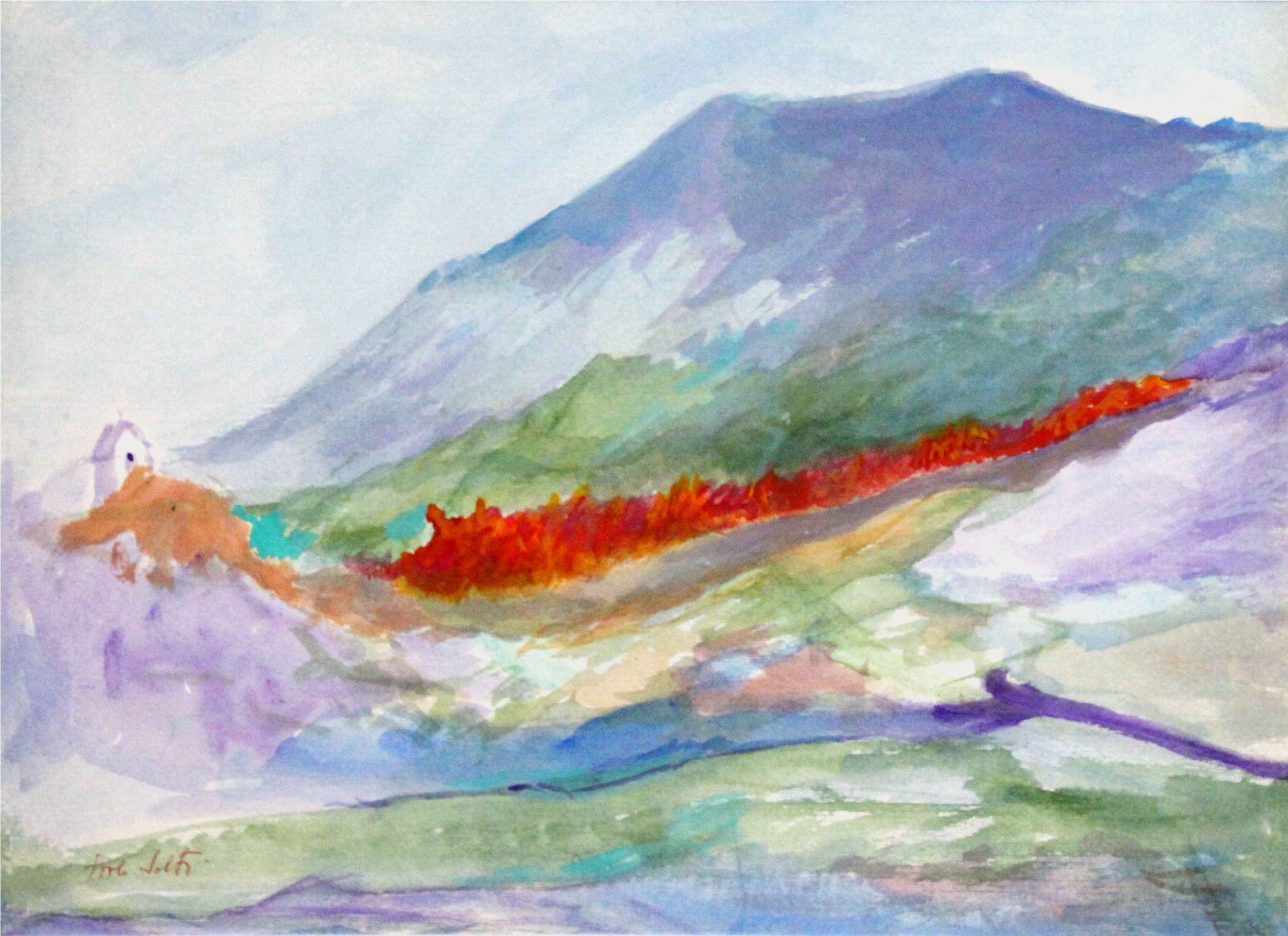
Paolo Salvati - Subjects figment of the imagination